# سابانجي القابضة
حاجي عمر صبنجي القابضة أيه. سي. والمختصرة باسم سابانجي القابضة، هي واحدة من أكبر التكتلات الصناعية والمالية في تركيا. 53.9٪ من الشركة مملوكة لعائلة سابانجي المؤسسة للمجموعة، وهي واحدة من أغنى العائلات في تركيا. الباقي مدرج في بورصة اسطنبول (BIST).

## وصلات خارجية
- موقع المجموعة بالإنجليزية

- سابانجي القابضة